# ثيوفينول
ثيوفينول هو مركب كبريت عضوي صيغته C6H5SH، ويوجد على شكل سائل عديم اللون.

## التحضير
يمكن أن يحضر المركب من اختزال كلوريد سلفونيل البنزين بالزنك؛ ومن أثر عنصر الكبريت على هاليد فينيل المغنسيوم (كاشف غرينيار) أو فينيل الليثيوم متبوعاً بتحميض للوسط.
يمكن أن تحول الفينولات (1) إلى ثيوفينولات (5) عن طريق إعادة ترتيب نيومان-كوارت:

## الخواص
يوجد المركب في الشروط القياسية على شكل سائل عديم اللون، وهو لا يمتزج بسهولة مع الماء، لكنه يمتزج مع المذيبات العضوية مثل الإيثانول وثنائي إيثيل الإيثر والبنزين.
يؤدي تفاعله مع يوديد الألكيل إلى الحصول على ثيوإيثر؛ كما يؤدي تفاعله مع الكلور إلى الحصول كلوريد سلفينيل الفينيل، وهو سائل أحمر اللون.
يمكن أن يحدث تفاعل بين أيونات الفلزات للحصول على الثيوفينولات الموافقة، وبعضها يكزن بوليميراً؛ ومن الأمثلة على ذلك C6H5SCu المستحصل من تفاعل كلوريد النحاس الأحادي مع ثيوفينول.